# Itara copiosa
Itara copiosa är en insektsart som beskrevs av Andrej Vasiljevitj Gorochov 2007. Itara copiosa ingår i släktet Itara och familjen syrsor. Inga underarter finns listade i Catalogue of Life.